# Araiophos gracilis
Espèce
Statut de conservation UICN

 DD  : Données insuffisantes
Araiophos gracilis est un poisson de la famille des Sternoptychidae vivant dans l'océan Pacifique.

## Répartition
Ce taxon se rencontre dans le pays suivant : États-Unis.

## Systématique
Le nom valide complet (avec auteur) de ce taxon est Araiophos gracilis Grey, 1961.

## Publication originale
- Grey, M. (1961). Fishes killed by the 1950 eruption of Mauna Loa. Part V. Gonostomatidae. Pacific Science. 15(3): 462-476.